# Centrolene buckleyi
La rana cristal (Centrolene buckleyi) es una especie  de anfibios de la familia Centrolenidae.

## Distribución geográfica y hábitat
Se encuentra en los Andes de Colombia, Ecuador y Perú, entre los 2100 y 3300 m s. n. m. Vive en bosques primarios y secundarios montanos, páramos y en áreas con bromelias terrestres en valles interandinos. Es nocturna, a veces arbórea y pone sus huevos en las hojas por encima de arroyos, las larvas se desarrollan en esos arroyos.

## Descripción
Longitud promedio rostro-cloacal de 29 mm en los machos y 31 mm en las hembras. Cabeza y dorso de color verde uniforme y piel suave; margen de los labios blanca, hocico redondeado, lengua redonda; presenta una espina humeral grande; también flancos de color crema o amarillentos y una línea delgada azulada en la región del fémur y la tibia; vientre y bajo el fémur con granos y verrugas blancas alrededor de la abertura cloacal.

## Estado de conservación
Se encuentra amenazada por la pérdida de su hábitat natural.